# Eichwert
Der Eichwert ist das Maß für die Eichtoleranzen von Waagen. Aus dem Eichwert werden die Fehlergrenzen einer Waage bei der Eichung berechnet. Der Wert der Eichtoleranz ist abhängig von der Last und zeigt die erlaubte Gewichtsabweichung nach Plus und Minus. Die Angabe des Eichwertes steht bei eichfähigen Waagen auf dem Typenschild und liegt meist bei 1–10 d (Teilung) einer Waage. Der Eichwert wird auch zur Berechnung der Verkehrsfehlergrenzen herangezogen.